# Verwaltungsgemeinschaft Bernburg
In der Verwaltungsgemeinschaft Bernburg des Salzlandkreises waren die Stadt Bernburg (Saale) und die Gemeinde Gröna zur Erledigung der Verwaltungsgeschäfte zusammengeschlossen.

## Die ehemaligen Mitgliedsgemeinden mit ihren Ortsteilen
- Stadt Bernburg (Saale) mit Aderstedt, Dröbel, Friedenshall, Gnetsch, Waldau, Neuborna, Roschwitz und Strenzfeld
- Gröna